# Catarhoe brunneata
Catarhoe brunneata är en fjärilsart som beskrevs av Lucas 1932. Catarhoe brunneata ingår i släktet Catarhoe och familjen mätare. Inga underarter finns listade i Catalogue of Life.